# Hinteres Rohrbächle
Das Hintere Rohrbächle ist ein 3,5 km langer, linker und nordwestlicher Nebenfluss des Kirbachs im baden-württembergischen Sachsenheim, Landkreis Ludwigsburg.

## Geographie

### Verlauf
Der Bach entspringt im Stromberg etwa zwei Kilometer nordöstlich von Häfnerhaslach auf einer Höhe von 377 m ü. NHN. Zunächst in überwiegend südöstliche Richtungen fließend, wendet sich der Lauf nördlich von Kirbachhof nach Süden, um wenig später auf 266 m ü. NHN in den Kirbach zu münden. Bei einem Höhenunterschied von 111 m beträgt das mittlere Sohlgefälle 31,7 ‰.

### Einzugsgebiet
Das Hintere Rohrbächle besitzt ein 2,878 km² großes Einzugsgebiet, welches über Kirbach, Metter, Enz, Neckar und Rhein zur Nordsee entwässert. Es grenzt im Norden an die Einzugsgebiete der Zaberzuflüsse Katzenbach, Hirschbrunnenbach und Petersbrunnenbach. Die Gebiete östlich und westlich des Einzugsgebietes werden in der Gewässerbewirtschaftung dem Kirbach zugeordnet. Im Westen grenzt das Einzugsgebiet an das des Vorderen Rohrbächles, im Osten an das des Heimentälesbachs; beide sind wie das Hintere Rohrbächle nördliche Kirbachzufüsse.

## Naturschutz
Das Hintere Rohrbächle fließt auf seiner gesamten Länge im Naturpark Stromberg-Heuchelberg. Es liegen folgende Biotope am Bachlauf:
- Hinteres Rohrbächle NW Kirbachhof (2)
- Hinteres Rohrbächle NW Kirbachhof (1)
- Kirbach und Zuflüsse zwischen Häfnerhaslach und Spielberg